# DeLong Star Ruby

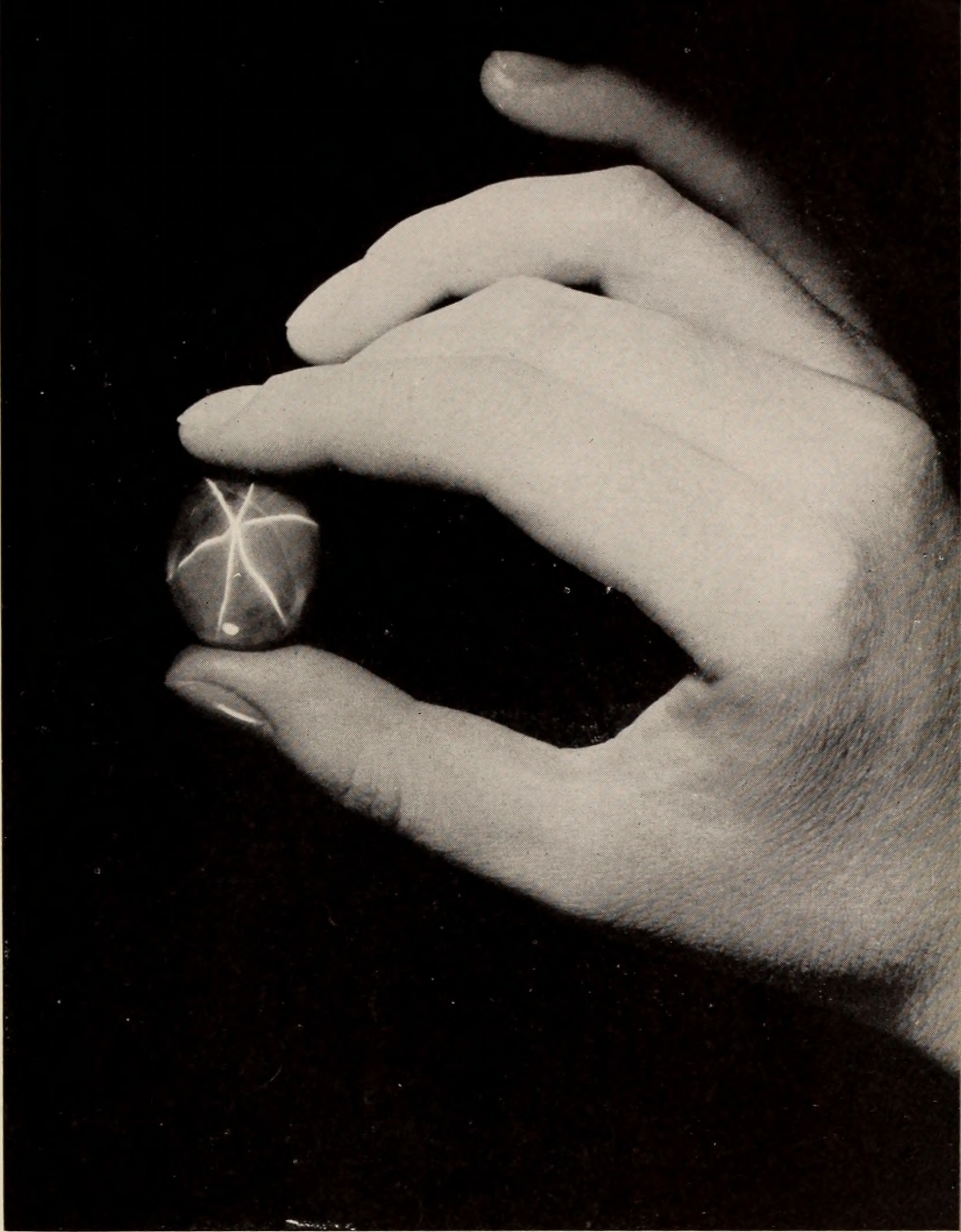
De Edith Haggin DeLong Star Ruby

De DeLong Star Ruby, een 100,32 karaat (20,064 g) ovale cabochon sterrobijn, werd ontdekt in Birma in het begin van de twintigste eeuw. Hij werd verkocht door Martin Ehrmann aan Edith Haggin DeLong voor US $21.400. Zij doneerde de steen aan het American Museum of Natural History in New York in 1937.
De robijn was een van de waardevolle edelstenen die werden gestolen tijdens de grote inbraak in het museum door Jack Murphy en twee handlangers. Na betaling van $25.000 losgeld werd de steen gevonden op de afgesproken plaats, een telefooncel in Florida.